# 堀切善兵衛
堀切 善兵衛（ほりきり ぜんべえ、1882年〈明治15年〉5月4日 - 1946年〈昭和21年〉11月25日）は、日本の政党政治家・経済学者。立憲政友会所属。位階および勲等は従三位・勲一等。

## 人物
1912年（明治45年）の第11回総選挙から1937年（昭和12年）の食い逃げ解散選挙まで連続10回の当選を果たし、その間1929年（昭和4年）には第27代衆議院議長に選出された。経済学者でもあり、経済学者としての専門は経済原論・財政学・商業政策・殖民政策である。内務官僚で東京市長・法制局長官・内閣書記官長・内務大臣などを歴任した堀切善次郎と衆議院議員を務めた内池久五郎は弟にあたる。

## 生涯
堀切良平の長男として福島県信夫郡上飯坂村（現・福島県福島市）に生まれる。1903年（明治36年）、慶應義塾大学部理財科を卒業。米国のハーバード大学、英国のオックスフォード大学、さらにドイツのベルリン大学に留学し帰国後母校の教授となる。1912年（明治45年）、政友会公認で第11回衆議院議員総選挙に福島県第一区から出馬し初当選。以後連続当選10回。政友会では幹事や総務を歴任。1918年（大正7年）、高橋是清蔵相の大臣秘書官に就任。1921年（大正10年）、大蔵省参事官と高橋総理の総理大臣秘書官を兼務。1924年（大正13年）、加藤高明護憲三派内閣で農商務参与官を拝命。1925年（大正14年）、加藤高明憲政会単独内閣で商工参与官を拝命。
1927年（昭和2年）3月、議会乱闘事件に関与したとして取り調べを受け、暴行の容疑で起訴。同年、12月16日、罰金50円の有罪判決を受ける。
1929年（昭和4年）、衆議院議長に選出される。1931年（昭和6年）犬養内閣で大蔵政務次官を拝命。1939年（昭和14年）には政友会の分裂に際し、中島知久平を総裁に担ぐ革新同盟（政友会革新派）に所属。1940年（昭和15年）、かつては同じ政友会の代議士として気心知れた松岡洋右外相に乞われて駐伊大使に。大島浩駐独大使とともに大戦下における日独伊三国の協力関係の構築にあたる。1941年（昭和16年）、勲一等瑞宝章受章。1942年（昭和17年）、駐伊大使を辞して特派大使としてヨーロッパに2年間滞在。1944年（昭和19年）帰国。1945年（昭和20年）2月24日、貴族院勅選議員に勅任される。1946年（昭和21年）公職追放され、同年6月15日、貴族院議員を辞任し、同年11月25日胃潰瘍のため飯坂町の自宅で死去。64歳。

## 栄典
位階
- 1918年（大正7年）10月30日 - 従五位[10]
- 1921年（大正10年）12月10日 - 正五位[11]
- 1934年（昭和9年）4月16日 - 従四位[12]
- 1942年（昭和17年）7月15日 - 正四位[13]
- 1944年（昭和19年）11月30日 - 従三位[14]

勲章等
- 1916年（大正5年）4月1日 - 勲四等瑞宝章[15]
- 1920年（大正9年）11月1日 - 旭日小綬章[16]
- 1921年（大正10年）7月1日 - 第一回国勢調査記念章[17]
- 1923年（大正12年）12月25日 - 勲三等瑞宝章[18]
- 1930年（昭和5年）2月12日 - 勲二等瑞宝章[19]
- 1941年（昭和16年）8月9日 - 勲一等瑞宝章[20]

外国勲章佩用允許
- 1941年（昭和16年）6月7日 - 聖マウリッツィオ・ラザロ勲章グランコルドーニ[21]

## 親族
- 妻 堀切美寿（吉野周太郎二女）[22]
- 長女 十文字良子（十文字俊夫の妻）
- 弟 堀切善次郎（内務官僚）・内池久五郎（衆議院議員）